# (1943) Anteros
Anteros és l'asteroide número 1943. És un objecte proper a la Terra del grup Amor amb un diàmetre d'aproximadament 2 km. Va ser descobert per l'astrònom J. Gibson des de l'observatori d'El Leoncito (Argentina), el 13 de març de 1973.